# Troiano (Bisenti)
Troiano o Villa Troiano (Trjìne in dialetto locale) è una frazione del Comune di Bisenti; posto su una collina in prossimità del fiume Fino, lungo la strada che conduce a Colle Marmo, consta di poche case, un vecchio edificio già adibito a scuola elementare e una minuscola chiesetta.
Attaccati a Troiano vi sono i due minuscoli centri abitati detti Popò e La Carpenta. 
Insieme, i tre paesini contano 98 abitanti.
In direzione di Colle Marmo vi è il gruppo di case di Villa Zurritto, detto dialettalmente Zurretti (21 abitanti secondo il censimento del 2001).
A ovest di Troiano vi è la contrada detta di Ciandò, che inizia dalla strada provinciale Bisenti - Appignano e termina in prossimità delle Case Ciandò, lungo la strada per Colle Marmo, poco più a nord di Zurritto. Ad est vi è un'antica sorgente d'acqua, detta Fonte della Battaglia.
Troiano è raggiungibile dalla strada provinciale Bisenti - Appignano, dove, in prossimità della frazione Piedifinati, vi è un bivio per la strada che conduce al paesino.

## Immagini varie

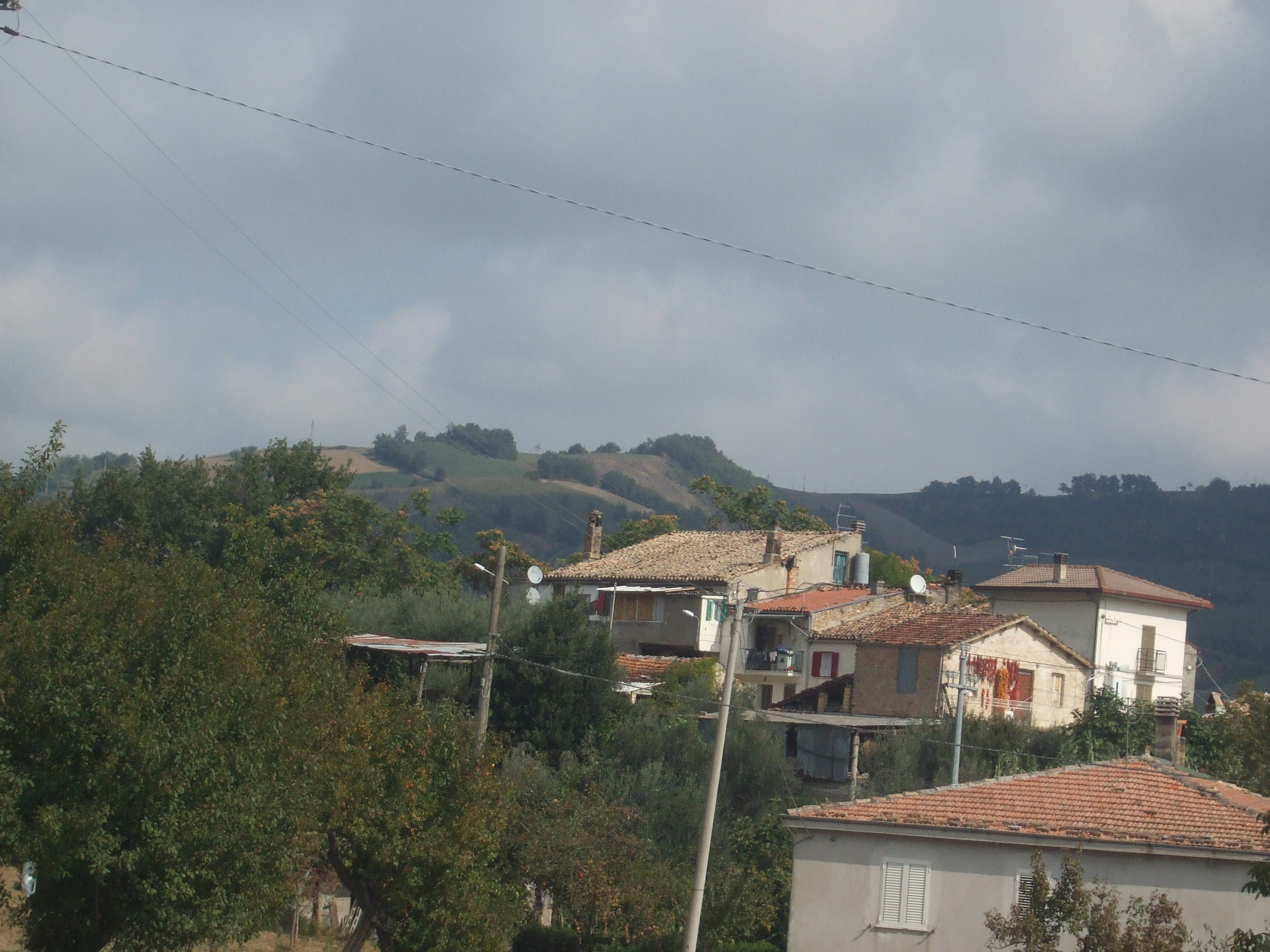
Villa Zurritto